# Joseph Fiorenza
Joseph Anthony Fiorenza (ur. 25 stycznia 1931 w Beaumont w stanie Teksas, zm. 19 września 2022 w Houston) – amerykański biskup rzymskokatolicki, pierwszy arcybiskup metropolita Galveston-Houston.
Pochodzi z rodziny włoskich imigrantów. Do kapłaństwa przygotowywał się w seminarium duchownym w Le Porte. Tam też otrzymał święcenia kapłańskie 29 maja 1954. Pracował duszpastersko w ówczesnej diecezji Galveston. W latach 1973–1979 kanclerz tejże diecezji. Od 1973 prałat honorowy Jego Świątobliwości.
4 września 1979 otrzymał nominację na biskupa diecezjalnego San Angelo w Teksasie. Sakry udzielił mu ówczesny arcybiskup metropolita San Antonio Patrick Fernández Flores. 18 grudnia 1984 mianowany biskupem diecezjalnym Galveston-Houston. Ingres odbył 18 lutego 1985. Gdy 29 grudnia 2004 diecezja została podniesiona do rangi archidiecezji metropolitalnej bp Fiorenza został jej pierwszym arcybiskupem. 28 lutego 2006 przeszedł na emeryturę, a jego następcą został dotychczasowy koadiutor i późniejszy kardynał Daniel Nicholas DiNardo. W latach 1995–1998 wiceprzewodniczący, a w latach 1998–2001 przewodniczący Konferencji Biskupów Amerykańskich.